# جمعية المؤثرات البصرية
جمعية المؤثرات البصرية (بالإنجليزية: Visual Effects Society)‏ وتختصر كـ VES هي منظمة في صناعة الترفيه تمثل العاملين في مجال التأثيرات البصرية بما في ذلك الفنانين والرسامين والتقنيين، صانعي النماذج، المعلمين، قادة الاستوديوهات، المشرفين والمتخصصين في العلاقات العامة والتسويق والمنتجين في جميع مجالات الترفيه من السينما والتلفزيون والإعلانات التجارية والموسيقى والألعاب. وتقدم جائزة سنوية انطلقت في 2002.

## وصلات خارجية
- الموقع الرسمي